# 2-й Госпітальний провулок (Житомир)
2-й Госпітальний провулок — провулок у Корольовському районі міста Житомира.

## Характеристики
Розташований у Старому місті, розпланованому на теренах історичної місцевості Путятинки. Бере початок з вулиці Святослава Ріхтера, прямує на північний схід та завершується з'єднанням з вулицею Івана Мазепи. Перетинається з Парашутним провулком. Переважає садибна житлова забудова. На початку провулка наявна малоповерхова житлова та багатоповерхова громадська забудова.    

## Історія
Кінець провулка виник на початку ХХ століття. Вперше згадується та показаний на мапах міста 1915, 1931 рр. як Костельний. Назва пояснюється місцерозташуванням провулка на землях, що у ХІХ столітті та на початку ХХ століття належали Кафедральному костьолу св. Софії (католицькому капітулу). До 1950-х років провулок був значно коротшим: розпочинався з вулиці Івана Мазепи та завершувався глухим кутом прямуючи на південний захід. Довжина провулка не перевищувала 100 м.       
У 1950-х роках провулок продовжився на південний захід. Забудова сформувалася до перехрестя з Парашутним провулком (колишня північно-західна межа Путятинської площі). У другій половині 1950-х років в ході забудови території Путятинської площі (території колишнього ярмаркового майдану, що виник згідно з генпланом) двоповерховими житловими будинками працівників електростанції, провулок продовжився в межах колишньої Путятинської площі, де сформувався як Г-подібний з поворотом у напрямку Госпітальної вулиці (нині Юрія Вороного), виходом до якої завершувався. Отримав назву, що походить від назви вулиці, з якої починався. У наступні роки провулок дещо скоротився та отримав початок з вулиці 1 Травня (нині Святослава Ріхтера).      
Станом на 1968 рік провулок та його забудова сформовані.      